# Mokrsko (stacja kolejowa)
Mokrsko – nieczynna wąskotorowa stacja kolejowa w Mokrsku, w województwie łódzkim, w Polsce.